# Flin Flon
Flin Flon är kanadensisk gruvstad på gränsen mellan Saskatchewan och Manitoba med 5 594 invånare (2006). Större delen av staden ligger i Manitoba.

## Historia
Staden grundades 1927 av Hudson Bay Mining and Smelting Co. för att kunna bryta regionens stora förekomst av koppar och zink. Den fick stadsrättigheter den 1 januari 1933. Flin Flon blev internationellt känd 2002 när den kanadensiska regeringen gav ett företag ett fyraårigt kontrakt för tillverkning av medicinsk marijuana på orten.

## Namnet

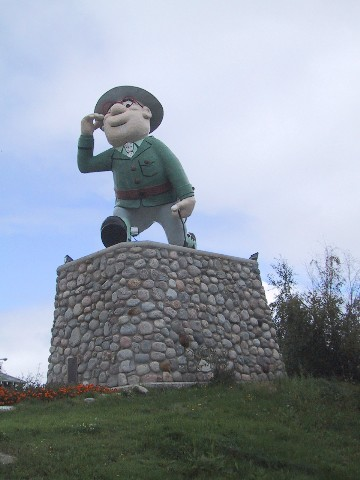
Josiah Flintabbatey Flonatin

En prospektör som hette Tom Creighton hittade boken The Sunless City av Joyce Emmerson Preston Muddock i vildmarken och döpte staden efter bokens huvudkaraktär Josiah Flintabbatey Flonatin. Karaktären är så viktig för stadens identitet att den lokala handelskammaren lät prägla ett tredollarsmynt som var giltigt betalningsmedel i Flin Flon året efter.

## Klimat
|                                            | Jan   | Feb   | Mar   | Apr  | Maj  | Jun  | Jul  | Aug  | Sep  | Okt  | Nov   | Dec   |
| ------------------------------------------ | ----- | ----- | ----- | ---- | ---- | ---- | ---- | ---- | ---- | ---- | ----- | ----- |
| Normaldygnets maximitemperaturs medelvärde | −16,2 | −10,5 | −2,5  | 7,3  | 15,5 | 21,1 | 23,7 | 22,2 | 14,4 | 6,4  | −5,0  | −13,7 |
| Normaldygnets minimitemperaturs medelvärde | −24,5 | −20,1 | −13,6 | −3,8 | 4,1  | 10,3 | 13,2 | 12,1 | 5,9  | −0,4 | −11,0 | −21,2 |
|                                            |       |       |       |      |      |      |      |      |      |      |       |       |
| Nederbörd                                  | 16,8  | 14,9  | 18,3  | 23,1 | 43,7 | 72,5 | 75,5 | 61,8 | 56,6 | 35,1 | 21,4  | 23,5  |

| Diagram | temperaturer i °C • månadsnederbörd i mm • Källa: Enviromental Canada (engelska) | temperaturer i °C • månadsnederbörd i mm • Källa: Enviromental Canada (engelska) | temperaturer i °C • månadsnederbörd i mm • Källa: Enviromental Canada (engelska) | temperaturer i °C • månadsnederbörd i mm • Källa: Enviromental Canada (engelska) | temperaturer i °C • månadsnederbörd i mm • Källa: Enviromental Canada (engelska) | temperaturer i °C • månadsnederbörd i mm • Källa: Enviromental Canada (engelska) | temperaturer i °C • månadsnederbörd i mm • Källa: Enviromental Canada (engelska) | temperaturer i °C • månadsnederbörd i mm • Källa: Enviromental Canada (engelska) | temperaturer i °C • månadsnederbörd i mm • Källa: Enviromental Canada (engelska) | temperaturer i °C • månadsnederbörd i mm • Källa: Enviromental Canada (engelska) | temperaturer i °C • månadsnederbörd i mm • Källa: Enviromental Canada (engelska) | temperaturer i °C • månadsnederbörd i mm • Källa: Enviromental Canada (engelska) |
|         | 17 -16 -25                                                                       | 15 -11 -20                                                                       | 18 -3 -14                                                                        | 23 7 -4                                                                          | 44 16 4                                                                          | 73 21 10                                                                         | 76 24 13                                                                         | 62 22 12                                                                         | 57 14 6                                                                          | 35 6 -0                                                                          | 21 -5 -11                                                                        | 24 -14 -21                                                                       |